# Biddulph
Biddulph ist eine Stadt und eine Verwaltungseinheit im District Staffordshire Moorlands in der Grafschaft Staffordshire, England. Biddulph ist 34,4 km von Stafford entfernt. Im Jahr 2001 hatte sie 17.241 Einwohner. Biddulph wurde 1086 im Domesday Book als Bidolf erwähnt.

## Sehenswürdigkeiten
- Biddulph Grange, Herrenhaus mit viktorianischem Garten und Arboretum, National Trust
- Biddulph Old Hall, Ruinen eines denkmalgeschützten Herrenhauses aus dem 16. Jahrhundert, Privatbesitz
- Mow Cop Castle, eine Gartenstaffage in Form einer Burgruine aus dem 19. Jahrhundert